# Elecciones presidenciales de Estados Unidos de 2024 en Nuevo México
Las elecciones presidenciales de Estados Unidos de 2024 en Nuevo México se llevaron a cabo el 5 de noviembre de 2024, como parte de las elecciones presidenciales de Estados Unidos de 2024. Los votantes de Nuevo México eligieron a los cinco electores que los representarían en el Colegio Electoral mediante votación popular.
Desde que obtuvo su condición de estado, Nuevo México ha votado por el ganador del voto popular en todas las elecciones presidenciales, excepto en 1976, y, además de su condición de líder, hoy es un estado moderadamente azul, con demócratas que ocupan todos los cargos estatales desde 2019 y candidatos presidenciales demócratas que ganan constantemente el estado desde 2008. La inclinación demócrata de Nuevo México se puede atribuir en gran medida a la considerable población hispana del estado, que en los últimos años se ha convertido en una pluralidad. El estado fue favorito para permanecer en la columna demócrata en 2024.

## Resultados

### Generales
| Partido       | Partido                 | Candidato                        | Votos | %   |
| ------------- | ----------------------- | -------------------------------- | ----- | --- |
|               | Demócrata               | Kamala Harris                    |       |     |
|               | Republicano             | Donald Trump                     |       |     |
|               | Independiente           | Robert F. Kennedy Jr. (retirado) |       |     |
|               | Verde                   | Jill Stein                       |       |     |
|               | Nuevo México Libre      | Chase Oliver                     |       |     |
|               | Socialismo y Liberación | Claudia De la Cruz               |       |     |
|               | Libertario              | Laura Ebke                       |       |     |
| Escritos      |                         |                                  |       |     |
|               |                         |                                  |       |     |
| Total         | Total                   | Total                            |       | 100 |
| Participación |                         |                                  |       |     |
| Registrados   |                         |                                  |       |     |
|               |                         |                                  |       |     |
| Fuente:       |                         |                                  |       |     |

### Por condado
|            | Harris Demócrata | Harris Demócrata | Trump Republicano | Trump Republicano | Total       | Margen | Margen |
| Condado    | Votos            | %                | Votos             | %                 | Total       | Votos  | %      |
| ---------- | ---------------- | ---------------- | ----------------- | ----------------- | ----------- | ------ | ------ |
| Bernalillo |                  |                  |                   |                   | En curso... |        |        |
| Catron     |                  |                  |                   |                   | En curso... |        |        |
| Chaves     |                  |                  |                   |                   | En curso... |        |        |
| Cibola     |                  |                  |                   |                   | En curso... |        |        |
| Colfax     |                  |                  |                   |                   | En curso... |        |        |
| Curry      |                  |                  |                   |                   | En curso... |        |        |
| De Baca    |                  |                  |                   |                   | En curso... |        |        |
| Doña Ana   |                  |                  |                   |                   | En curso... |        |        |
| Eddy       |                  |                  |                   |                   | En curso... |        |        |
| Grant      |                  |                  |                   |                   | En curso... |        |        |
| Guadalupe  |                  |                  |                   |                   | En curso... |        |        |
| Harding    |                  |                  |                   |                   | En curso... |        |        |
| Hidalgo    |                  |                  |                   |                   | En curso... |        |        |
| Lea        |                  |                  |                   |                   | En curso... |        |        |
| Lincoln    |                  |                  |                   |                   | En curso... |        |        |
| Los Álamos |                  |                  |                   |                   | En curso... |        |        |
| Luna       |                  |                  |                   |                   | En curso... |        |        |
| McKinley   |                  |                  |                   |                   | En curso... |        |        |
| Mora       |                  |                  |                   |                   | En curso... |        |        |
| Otero      |                  |                  |                   |                   | En curso... |        |        |
| Quay       |                  |                  |                   |                   | En curso... |        |        |
| Río Arriba |                  |                  |                   |                   | En curso... |        |        |
| Roosevelt  |                  |                  |                   |                   | En curso... |        |        |
| Sandoval   |                  |                  |                   |                   | En curso... |        |        |
| San Juan   |                  |                  |                   |                   | En curso... |        |        |
| San Miguel |                  |                  |                   |                   | En curso... |        |        |
| Santa Fe   |                  |                  |                   |                   | En curso... |        |        |
| Sierra     |                  |                  |                   |                   | En curso... |        |        |
| Socorro    |                  |                  |                   |                   | En curso... |        |        |
| Taos       |                  |                  |                   |                   | En curso... |        |        |
| Torrance   |                  |                  |                   |                   | En curso... |        |        |
| Union      |                  |                  |                   |                   | En curso... |        |        |
| Valencia   |                  |                  |                   |                   | En curso... |        |        |